# Vlastimil Šmída

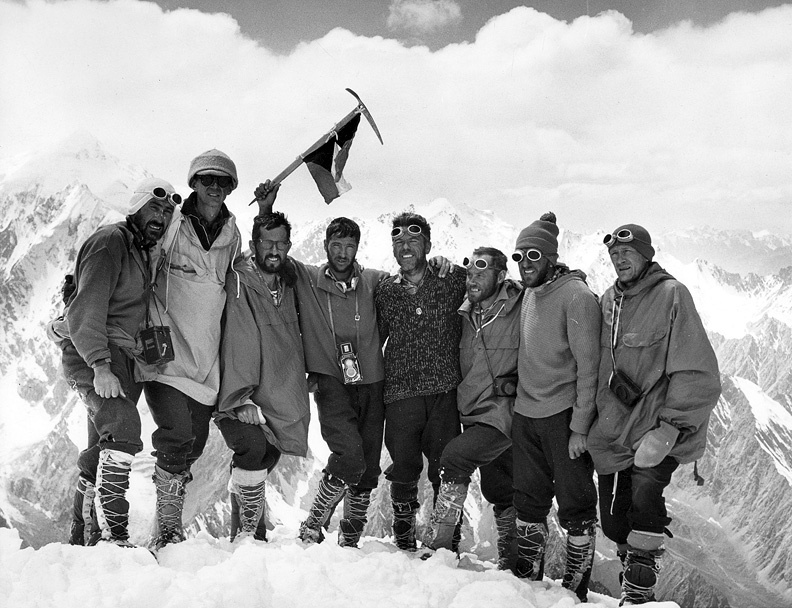
Hindúkuš, první československá horolezecká expedice, 1965, foto Vilém Heckel

Vlastimil Šmída (21. listopadu 1933 Olomouc – 22. srpna 2019) byl český horolezec, zasloužilý mistr sportu a čestný člen Českého horolezeckého svazu, člen reprezentačního družstva (1957–1967), vedoucí horolezecké části vodácko-horolezecké expedice Kali Gandaki 1988. Člen VŠTJ Slávia Olomouc a spolulezec Jana Červinky.
Spolu s Janem Červinkou se v Rudém právu ze dne 24. srpna 1968 zřekli sovětských vyznamenání na protest okupace Československa.

## Výstupy
- Vysoké Tatry
- Alpy
- Kavkaz
- jižní vrchol Ušby – prvovýstup severozápadní stěnou
- Pyreneje
- Alpy
- Norsko
- 1958: východní vrchol Pik Pobeda (7 050 m n. m.), Ťan-šan – prvovýstup
- 1967: Tirič Mír (7 708 m n. m.), Hindúkuš, Pákistán
- 2000: Incahuasi a Ojos del Salado, Atacama
- 2002: Cotopaxi a Chimborazo, Ekvádor
- 2002: Nevado de Pisco, Peru[3]

## Expedice
- 1958: Ťan Šan – prvovýstup na východní vrchol Dostuk) Štítu vítězství v rámci
- 1967: Tirič Mír – hlavní vrchol
- 1988: Kali Gandaki – horolezecký vedoucí
- 1978 a 1981: Nanda Devi, Garhwal, Indie – technický vedoucí expedic
- 1997: Argentina (oblasti Vallecitos a Aconcagua)
- 2000: Atacama
- 2002: Ekvádor a Peru